# Безсонячна неділя
Безсонячна неділя (англ. Sunless Sunday) — американська короткометражна кінокомедія режисера Чарльза Райснера 1921 року.

## У ролях
- Джиммі Адамс
- Лілліен Бірон
- Кліфф Боус
- Том Кеннеді
- Френк Гейєс